# Tryphosa nana
Tryphosa nana is een klein vlokreeftje uit de familie Lysianassidae. De wetenschappelijke naam van de soort is voor het eerst geldig gepubliceerd in 1846 door Henrik Nikolai Krøyer.